# Neoseiulus tabularis
Neoseiulus tabularis är en spindeldjursart som beskrevs av Chaudhri, Akbar och Rasool 1979. Neoseiulus tabularis ingår i släktet Neoseiulus och familjen Phytoseiidae. Inga underarter finns listade i Catalogue of Life.